# جان کیرماتنگ
جان کیرماتنگ (انگلیسی: Giovanni Kyeremateng؛ زادهٔ ۲۰ فوریهٔ ۱۹۹۱) بازیکن فوتبال اهل ایتالیا است.
از باشگاه‌هایی که در آن بازی کرده‌است می‌توان به باشگاه فوتبال اینتر میلان، باشگاه فوتبال آسکولی، و باشگاه فوتبال مونتسا اشاره کرد.